# Kür Dili
Kür Dili – azerska wyspa na Morzu Kaspijskim położona 33 km na południe od Neftçali i około 150 km na południowy wschód od Baku.

## Historia
Dawniej wyspa ta była połączona ze stałym lądem wąską mierzeją. Badacz Morza Kaspijskiego za czasów Piotra I Wielkiego Fiodor Iwanowicz Sojmonow nazwał mierzeję Kurkosa od nazwy rzeki Kura położonej na północ od Kür Dili.
W 1911 roku postawiono tam latarnię morską, która została opuszczona w 1966 roku.

## Geografia
Kür Dili jest oddzielona od najbliższego lądu zatopioną mierzeją o długości 7,5 km, która dawniej ograniczała od wschodu zatokę Qızılağac. Uznawana jest za najbardziej wysuniętą na południe wyspę archipelagu Baku, mimo usytuowana dość daleko od reszty wysp archielagu.
Powierzchnia wyspy wynosi 43 km². Jej długość to 11,8 km, a największa szerokość wynosi 5,2 km. Wyspa rozciąga się od północnego wschodu na południowy zachód. Jest niska, z błotnistymi wzgórzami. 13 km na wschód od wyspy znajduje się niewielka skalista wysepka Kür daşı.